# Sierndorf
Sierndorf är en ort och kommun i Österrike. Den ligger i distriktet Korneuburg i förbundslandet Niederösterreich, 28 km nordväst om huvudstaden Wien. 
Kommunen består av nio orter (Ortschaften) (inom parentes invånarantal 1 januari 2024):

- Höbersdorf (370)
- Oberhautzental (244)
- Obermallebarn (257)
- Oberolberndorf (425)
- Senning (359)
- Sierndorf (1 506)
- Unterhautzental (289)
- Untermallebarn (309)
- Unterparschenbrunn (195)